# Адамс (округ, Небраска)
Шаблон:StateAbbr_ 40°31′ пн. ш. 98°30′ зх. д. / 40.52° пн. ш. 98.5° зх. д.
Округ Адамс (англ. Adams County) — округ (графство) у штаті Небраска, США. Ідентифікатор округу 31001.

## Історія
Округ утворений 1871 року.

## Демографія
За даними перепису
2000 року
загальне населення округу становило 31151 осіб, зокрема міського населення було 24094, а сільського — 7057.
Серед мешканців округу чоловіків було 15262, а жінок — 15889. В окрузі було 12141 домогосподарство, 7969 родин, які мешкали в 13014 будинках.
Середній розмір родини становив 3.
Віковий розподіл населення поданий у таблиці:
| Стать    | До 15 років | 15-21 | 22-29 | 30-39 | 40-49 | 50-65 | 65-85 | Понад 85 |
| -------- | ----------- | ----- | ----- | ----- | ----- | ----- | ----- | -------- |
| Чоловіки | 3269        | 1932  | 1569  | 2052  | 2349  | 2186  | 1679  | 226      |
| Жінки    | 3055        | 1831  | 1449  | 1977  | 2244  | 2296  | 2454  | 583      |

## Суміжні округи
- Голл — північ
- Гамільтон — північний схід
- Клей — схід
- Вебстер — південь
- Карні — захід
- Баффало — північний захід

## Виноски
1. ↑  US Decennial Census. United States Census Bureau. Архів оригіналу за 26 квітня 2015. Процитовано 3 грудня 2014.
2. ↑  Historical Census Browser. University of Virginia Library. Архів оригіналу за 11 серпня 2012. Процитовано 3 грудня 2014.
3. ↑  Population of Counties by Decennial Census: 1900 to 1990. US Census Bureau. Архів оригіналу за 27 квітня 2015. Процитовано 3 грудня 2014.
4. ↑  Census 2000 PHC-T-4. Ranking Tables for Counties: 1990 and 2000 (PDF). US Census Bureau. Архів оригіналу (PDF) за 18 грудня 2014. Процитовано 3 грудня 2014.
5. ↑  State & County QuickFacts. US Census Bureau. Архів оригіналу за 7 червня 2011. Процитовано 17 вересня 2013. [Архівовано 2011-06-07 у Wayback Machine.](англ.) Наведено за англійською вікіпедією.
6. ↑  American FactFinder. Бюро перепису населення США. Архів оригіналу за 26 лютого 2012. Процитовано 31 січня 2008. [Архівовано 2008-05-21 у Wayback Machine.]

| США | Це незавершена стаття з географії США. Ви можете допомогти проєкту, виправивши або дописавши її. |